# Franciszek Bohomolec

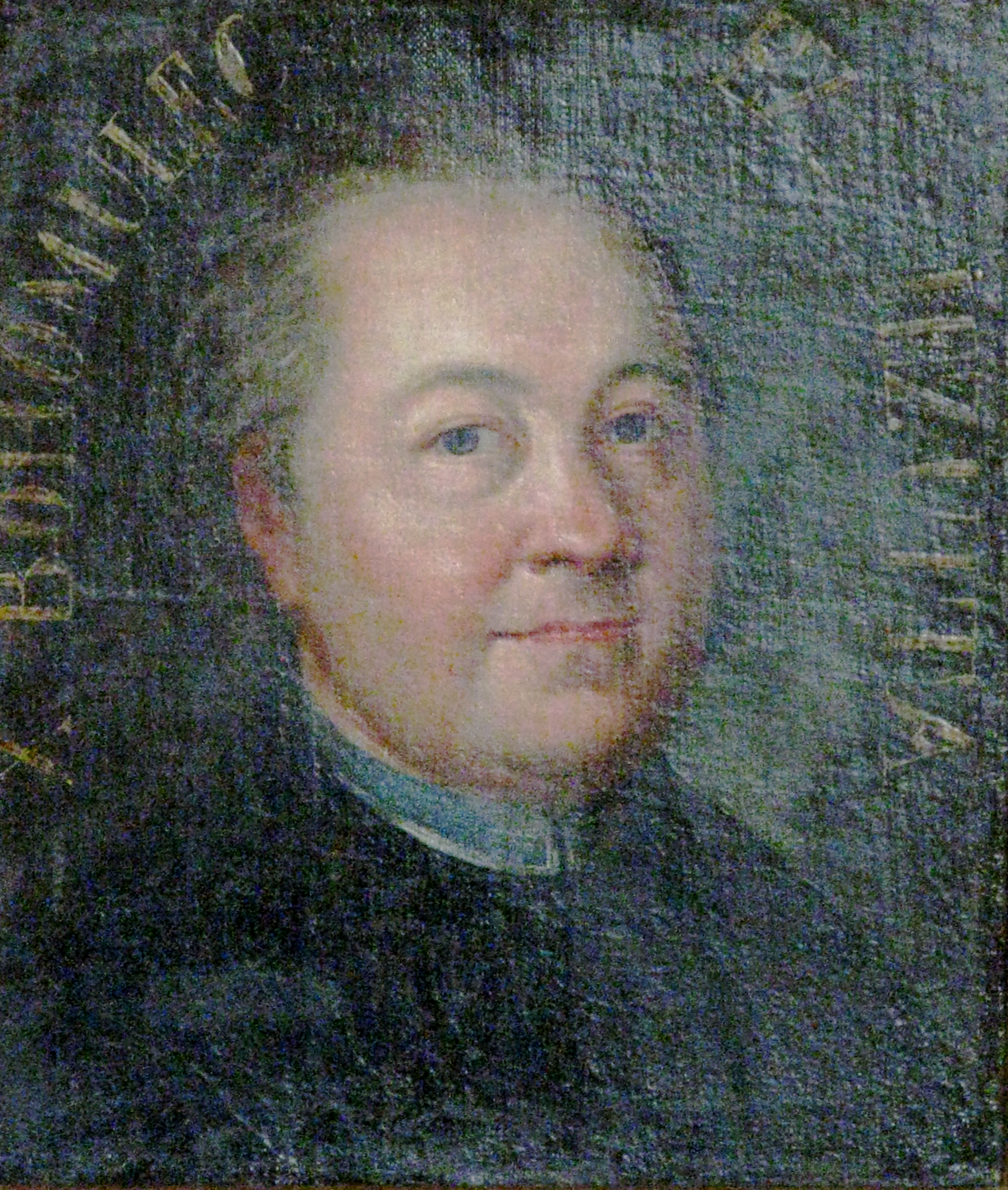
Franciszek Bohomolec, retrato anónimo.

Franciszek Bohomolec (*19 de enero de 1720–†24 de abril de 1784) fue un escritor y publicista polaco, considerado un significativo divulgador de las ideas ilustradas en su país. Tras finalizar sus estudios en Roma con los jesuitas, enseñó en Varsovia, y adaptó las comedias de Goldoni y Molière para las representaciones de sus alumnos. En sus primeras obras satirizó la ignorancia y presunción de la nobleza polaca. Su obra Małżeństwo z kalendarza (1766, Matrimonio por el calendario), ridiculiza la superstición y falta de cultura, y se considera habitualmente su obra más lograda junto a Czary (1775, Hechicería), que pone en evidencia las supersticiones. Durante los últimos veinte años de su vida, Bohomolec editó la revista Monitor, que propagó los conceptos de la Ilustración en Polonia, tomando como modelos a las revistas inglesas The Tatler y The Spectator, siendo uno de los primeras publicaciones periódicas polacas. También escribió una obra en latín sobre coloquialismos en lengua polaca.